# Morinda asteroscepa
Morinda asteroscepa är en måreväxtart som beskrevs av Karl Moritz Schumann. Morinda asteroscepa ingår i släktet Morinda och familjen måreväxter. Inga underarter finns listade i Catalogue of Life.